# John Ray

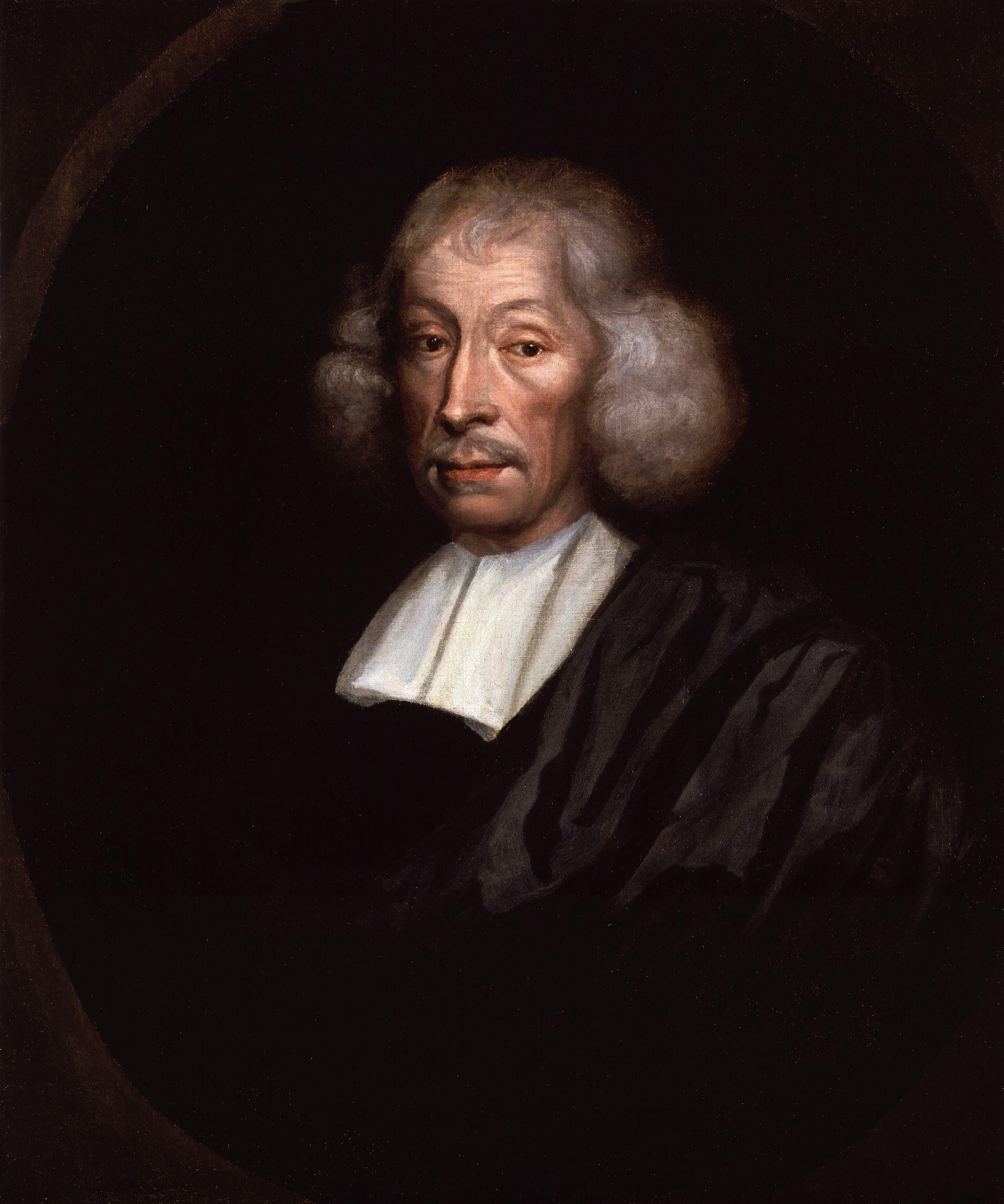
Portret van John Ray
National Portrait Gallery

John Ray (Black Notley (Braintree, Essex), 29 november 1627 – aldaar, 17 januari 1705) was een Brits botanicus.
Ray was de zoon van de dorpssmid. Hij ging studeren in Cambridge aan het St Catharine' s College en doceerde Grieks en wiskunde. Hij publiceerde belangrijke werken over planten, dieren en natuurlijke theologie. Zijn classificatie van planten in zijn boek Historia Plantarum (1686) was een belangrijke stap in de richting van moderne taxonomie en geïnspireerd op de boom van Porphyrius. 
Ray verwierp het dichotome classificatiesysteem en baseerde zijn classificatie op gelijkenissen en verschillen die hij empirisch waarnam. Op die manier was hij een voorvechter van wetenschappelijk empirisme tegen het deductieve rationalisme van de scholastici. Hij wordt wel de vader der Engelse natuurlijke historie genoemd. 
In Historia Plantarum definieerde Ray ook als eerste het biologische soortconcept:

... no surer criterion for determining species has occurred to me than the distinguishing features that perpetuate themselves in propagation from seed. Thus, no matter what variations occur in the individuals or the species, if they spring from the seed of one and the same plant, they are accidental variations and not such as to distinguish a species... Animals likewise that differ specifically preserve their distinct species permanently; one species never springs from the seed of another nor vice versa.

- Bibsys: 90852033
- Biblioteca Nacional de España: XX1083449
- Bibliothèque nationale de France: cb12220184b (data)
- Author citation (botany): Ray
- Catàleg d'autoritats de noms i títols de Catalunya: 981058528085806706
- CiNii: DA02167153
- Gemeinsame Normdatei: 118788000
- Historisch woordenboek van Zwitserland: 045446
- International Standard Name Identifier: 0000 0001 2125 9597
- Library of Congress Control Number: n50054842
- Nationale Bibliotheek van Tsjechië: ola2013760672
- Nationale bibliotheek van Australië: 35443787
- Nationale Bibliotheek van Israël: 987007299946305171
- Nationale Bibliotheek van Polen: a0000003162244
- Nederlandse Thesaurus van Auteursnamen: 073929964
- Réseau des bibliothèques de Suisse occidentale: 02-A000136078
- Istituto Centrale per il Catalogo Unico: UFIV072610
- LIBRIS: 313422
- SNAC: w6bk1hvk
- Système universitaire de documentation: 030873495
- Trove: 954826
- Virtual International Authority File: 29584945
- WorldCat: E39PBJxhkdjJ3jkfbTk6qfGPwC